# Diócesis de Barreiras
La diócesis de Barreiras (en latín: Dioecesis Barrerien(sis) y en portugués: Diocese de Barreiras) es una circunscripción eclesiástica latina de la Iglesia católica en Brasil, sufragánea de la arquidiócesis de Feira de Santana. La diócesis tiene al obispo Moacir Silva Arantes como su ordinario desde el 21 de octubre de 2020. 

## Territorio y organización

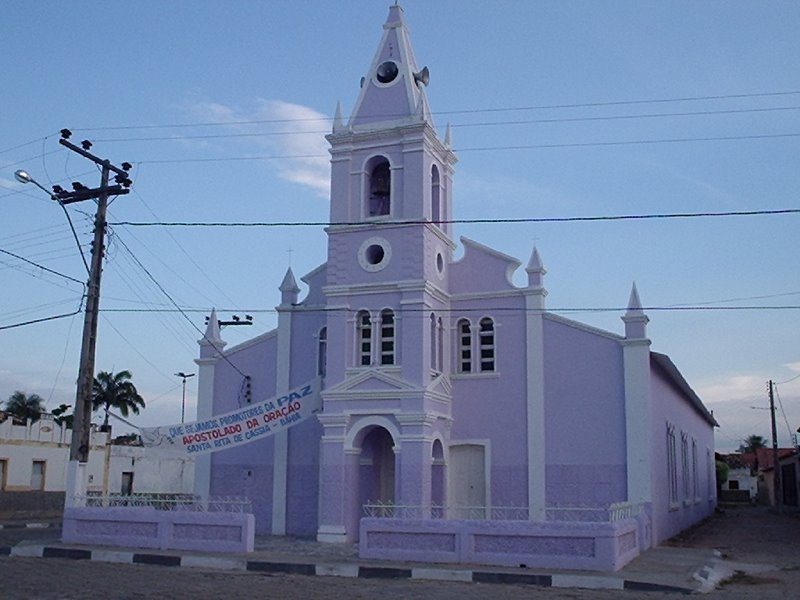
Foto de la Iglesia Parroquial del municipio de Santa Rita de Cássia - Brazil.

La diócesis tiene 76 054 km² y extiende su jurisdicción sobre los fieles católicos de rito latino residentes en 15 municipios del estado de Bahía: Barreiras, Angical, Baianópolis, Brejolândia, Catolândia, Cotegipe, Cristópolis, Formosa do Rio Preto, Luís Eduardo Magalhães, Mansidão, Riachão das Neves, Santa Rita de Cássia, São Desidério, Tabocas do Brejo Velho y Wanderley.
La sede de la diócesis se encuentra en la ciudad de Barreiras, en donde se halla la Catedral de San Juan Bautista.
En 2018 en la diócesis existían 25 parroquias agrupadas en 4 vicariatos.

## Historia
La diócesis fue erigida el 21 de mayo de 1979 con la bula In hac suprema del papa Juan Pablo II, obteniendo el territorio de la diócesis de Barra.
Originalmente sufragánea de la arquidiócesis de San Salvador de Bahía, el 16 de enero de 2002 pasó a formar parte de la provincia eclesiástica de la arquidiócesis de Feira de Santana.

## Estadísticas
De acuerdo con el Anuario Pontificio 2019 la diócesis tenía a fines de 2018 un total de 366 990 fieles bautizados.
| Año                                                                             | Población            | Población | Población      | Sacerdotes | Sacerdotes    | Sacerdotes    | Bautizados por sacerdote | Diáconos permanentes | Religiosos | Religiosos | Parroquias |
| Año                                                                             | Bautizados católicos | Total     | % de católicos | Total      | Clero secular | Clero regular | Bautizados por sacerdote | Diáconos permanentes | Varones    | Mujeres    | Parroquias |
| ------------------------------------------------------------------------------- | -------------------- | --------- | -------------- | ---------- | ------------- | ------------- | ------------------------ | -------------------- | ---------- | ---------- | ---------- |
| 1980                                                                            | 195 000              | 200 000   | 97.5           | 8          | 3             | 5             | 24 375                   |                      | 5          | 7          | 6          |
| 1990                                                                            | 254 000              | 260 000   | 97.7           | 19         | 12            | 7             | 13 368                   |                      | 8          | 23         | 13         |
| 1999                                                                            | 272 000              | 302 000   | 90.1           | 12         | 8             | 4             | 22 666                   |                      | 4          | 28         | 17         |
| 2000                                                                            | 275 000              | 306 000   | 89.9           | 13         | 10            | 3             | 21 153                   |                      | 3          | 28         | 17         |
| 2001                                                                            | 270 000              | 316 541   | 85.3           | 12         | 10            | 2             | 22 500                   |                      | 2          | 31         | 17         |
| 2002                                                                            | 270 000              | 316 541   | 85.3           | 14         | 11            | 3             | 19 285                   |                      | 3          | 33         | 17         |
| 2003                                                                            | 270 000              | 316 541   | 85.3           | 14         | 12            | 2             | 19 285                   | 12                   | 2          | 37         | 17         |
| 2004                                                                            | 270 000              | 316 541   | 85.3           | 15         | 13            | 2             | 18 000                   | 12                   | 2          | 20         | 17         |
| 2006                                                                            | 280 000              | 330 000   | 84.8           | 15         | 14            | 1             | 18 666                   | 12                   | 1          | 30         | 17         |
| 2012                                                                            | 320 000              | 355 000   | 90.1           | 24         | 23            | 1             | 13 333                   | 13                   | 1          | 38         | 20         |
| 2015                                                                            | 328 000              | 364 000   | 90.1           | 28         | 24            | 4             | 11 714                   | 21                   | 4          | 42         | 23         |
| 2018                                                                            | 366 990              | 407 505   | 90.1           | 27         | 24            | 3             | 13 592                   | 21                   | 3          | 31         | 25         |
| Fuente: Catholic-Hierarchy, que a su vez toma los datos del Anuario Pontificio. |                      |           |                |            |               |               |                          |                      |            |            |            |

## Episcopologio
- Ricardo José Weberberger, O.S.B. † (21 de mayo de 1979-17 de agosto de 2010 falleció)
- Josafá Menezes da Silva (15 de diciembre de 2010-9 de octubre de 2019 nombrado arzobispo de Vitória da Conquista)
- Moacir Silva Arantes, desde el 21 de octubre de 2020